# Smart enhed
En smart enhed er en elektronisk enhed, som normalt er i forbindelse eller kan forbinde til andre enheder eller datanet via forskellige dataprotokoller såsom Bluetooth, NFC, WiFi, 3G, osv., der kan fungere mere eller mindre interaktivt - og autonomt.
Ligesom der er kritik af tingenes internets it-sikkerhed, bl.a. grundet utilstrækkelig sikkerhedsniveau af krypteringen og for let netadgang, gør det samme sig gældende for mange smarte enheder. En del af den manglende sikkerhed skyldes at brugerne ikke skifter de smarte enheders administrator kodeord. En del smarte enheder får droppet deres opdateringer så hurtigt som fx efter 1 år.